# Boa Vista (Roraima)
Boa Vista (deutsch Gute Aussicht), amtlich portugiesisch Município de Boa Vista, ist die Hauptstadt des brasilianischen Bundesstaates Roraima.
Die Stadt hatte bei der Volkszählung 2010 284.313 Einwohner, zum 1. Juli 2021 wurde die Bevölkerung auf 436.591  Einwohner geschätzt, die auf einer großen Gemeindefläche von rund 5687 km² leben und Boa-vistenser genannt werden. Sie liegt am rechten Ufer des Rio Branco im Süden des Berglandes von Guayana an der Fernverkehrsstraße BR-174. Die BR-174 von Manaus nach Ciudad Guayana in Venezuela ist die einzige Straßenverbindung Brasiliens mit seinen nördlichen Nachbarländern. Die Entfernung zur Grenze Venezuelas beträgt etwa 220 Kilometer. Sie ist Kern der Metropolregion Boa Vista.

## Geschichte
1830 wurde mit dem Bau einer Planstadt begonnen. Ähnlich wie in Karlsruhe gehen vom zentralen Platz Straßen fächerförmig aus, die wiederum von Halbkreisen durchschnitten werden. Vorbild für die Bebauung soll das Paris der Haussmann-Ära gewesen sein. Die vorläufigen Selbstverwaltungsrechte als Vila Boa Vista do Rio Branco wurden am 9. Juli 1890 durch den damaligen Gouverneur der Provinz Amazonas, zu der es gehört hatte, Augusto Ximeno Villeroy bewirkt. Am 27. August 1926 wurde Boa Vista do Rio Branco zur Cidade erhoben und 1938 der Name auf Boa Vista gekürzt.
| Jahr      | 1950   | 1960   | 1970   | 1980   | 1990    | 2000    | 2010    | 2020    | 2021    |
| --------- | ------ | ------ | ------ | ------ | ------- | ------- | ------- | ------- | ------- |
| Einwohner | 17.247 | 26.168 | 37.062 | 69.627 | 142.902 | 200.383 | 284.313 | 419.652 | 436.591 |

## Infrastruktureinrichtungen
- Universidade Federal de Roraima (UFRR), Campus do Paricarana
- Penitenciária Agrícola Monte Cristo (PAMC), Justizvollzugsanstalt (Gefängnisfarm)
- Complexo Esportivo Ayrton Senna, Sportzentrum
- Estádio Flamarion Vasconcelos
- Estádio Raimundo Ribeira de Souza
- Flughafen Boa Vista (Aeroporto Internacional de Boa Vista)

## Klimatabelle
|                       | Jan  | Feb  | Mär  | Apr   | Mai   | Jun   | Jul   | Aug   | Sep   | Okt  | Nov  | Dez  |   |         |
| Mittl. Tagesmax. (°C) | 32,2 | 32,7 | 33,0 | 32,4  | 31,2  | 30,4  | 30,2  | 31,5  | 32,7  | 33,3 | 33,2 | 32,3 | ⌀ | 32,1    |
| Mittl. Tagesmin. (°C) | 24,3 | 24,1 | 24,5 | 24,4  | 23,6  | 23,2  | 23,1  | 23,4  | 24,2  | 24,5 | 24,6 | 24,2 | ⌀ | 24      |
|                       |      |      |      |       |       |       |       |       |       |      |      |      |   |         |
| Niederschlag (mm)     | 27,4 | 26,7 | 49,7 | 137,3 | 270,6 | 362,6 | 329,9 | 228,5 | 102,0 | 60,6 | 64,6 | 38,8 | Σ | 1.698,7 |
|                       |      |      |      |       |       |       |       |       |       |      |      |      |   |         |
| Regentage (d)         | 3    | 3    | 5    | 10    | 16    | 21    | 20    | 16    | 8     | 6    | 5    | 5    | Σ | 118     |
|                       |      |      |      |       |       |       |       |       |       |      |      |      |   |         |
| Luftfeuchtigkeit (%)  | 66   | 64   | 64   | 69    | 77    | 82    | 81    | 78    | 72    | 69   | 69   | 68   | ⌀ | 71,6    |

| 24,3 |

| 24,1 |

| 24,5 |

| 24,4 |

| 23,6 |

| 23,2 |

| 23,1 |

| 23,4 |

| 24,2 |

| 24,5 |

| 24,6 |

| 24,2 |

| 24,3 |

| 24,1 |

| 24,5 |

| 24,4 |

| 23,6 |

| 23,2 |

| 23,1 |

| 23,4 |

| 24,2 |

| 24,5 |

| 24,6 |

| 24,2 |

## Sport
Im Fußball sind die dominanten Vereine von Boa Vista auch die dominanten Vereine der Staatsmeisterschaft von Roraima. Der São Raimundo EC ist seit 2010 regelmäßig vorne. Vorher war Atlético Roraima über 35 Jahre hinweg führend.
Das Estádio Flamarion Vasconcelos ist im Besitz des Bundesstaates.

## Bistum Roraima

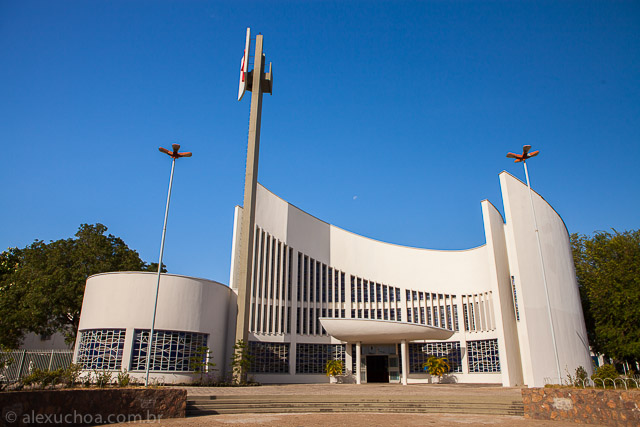
Kathedrale "Cristo Redentor"

Am 30. August 1944 wurde Boa Vista Sitz des römisch-katholischen Bistums Roraima. Die Kathedrale Cristo Redentor (Christus der Erlöser), am zentralen Platz wurde Anfang der 1970er Jahre in modernem Stil erbaut.

## Söhne und Töchter der Stadt
- Thiago Maia (* 1997), Fußballspieler